# 나카무라 유타카 (배우)
나카무라 유타카(일본어: 中村 裕, 1935년 8월 13일 ~ 2014년 1월 12일)는 일본의 배우이다. 